# 皱纹岛管螺
皱纹岛管螺（学名：Nesiophaedusa ptychochila）是柄眼目烟管蜗牛科岛管螺属的一种。MolluscaBase質疑本物種是否存在。

## 分佈
主要分布于中国大陆:94，常栖息在阴暗潮湿、多腐殖质的环境。